# Lissonota clypearis
Lissonota clypearis är en stekelart som beskrevs av Costa 1886. Lissonota clypearis ingår i släktet Lissonota och familjen brokparasitsteklar. Inga underarter finns listade i Catalogue of Life.